# Grenier à blé (Berne)
Le grenier à blé, appelé Kornhaus en allemand, est l'ancienne réserve aux grains et l'actuel centre culturel de la ville de Berne en Suisse. Il se trouve sur la Kornhausplatz, dans la vieille ville.

## Histoire

Le rez-de-chaussée vers 1830

Le bâtiment a été construit entre 1711 et 1715 par les architectes Hans Jakob et Abraham Dünz le jeune. Les trois étages étaient utilisés pour stocker les réserves de céréales venant des différents bailliages de la ville, alors que la cave accueillait les fûts de vin de la dîme jusqu'au début du XIXe siècle.
La bâtisse fut ensuite progressivement transformée en bar puis, dès 1893, en salle des fêtes. Depuis une rénovation complète terminée en 1998, l'ancien grenier à blé est devenu un lieu de culture et de rencontres avec une scène de théâtre, une bibliothèque, une auberge et un café. Il est inscrit comme bien culturel suisse d'importance nationale.

## Source
- (de) Cet article est partiellement ou en totalité issu de l’article de Wikipédia en allemand intitulé « Kornhaus (Bern) » (voir la liste des auteurs).